# Meek Mill
Robert Williams (Philadelphia, Pennsylvania, SAD, 6. svibnja 1987.), bolje poznat po svom umjetničkom imenu Meek Mill je američki reper i tekstopisac. Svoju glazbenu karijeru je započeo 2005. godine kada je objavio dva miksana albuma BloodHoundz – Grimey, Thirsty, Starving, Hungry i BloodHoundz – Blood In, Blood Out. Od 2007. do 2010. godine je objavio još sedam miksanih albuma. Godine 2011. objavio je svoj do tada najuspješniji album Dreamchasers. Nakon toga, iste godine uslijedio je i album Self Made Vol. 1 zajedno s članovima grupe Maybach Music. Godine 2012., objavljuje miksani album Dreamchasers 2 koji je postigao najveći uspjeh.

## Diskografija

### Studijski albumi
- Dreams & Nightmares (2012.)

### Zajednički albumi
- Self Made Vol. 1 (2011.)
- Self Made Vol. 2 (2012.)

### Miksani albumi
- BloodHoundz – Grimey, Thirsty, Starving, Hungry (2005.)
- BloodHoundz – Blood In, Blood Out (2005.)
- The Real Me (2007.)
- The Real Me 2 (2008.)
- Flamers (2008.)
- Flamers 2: Hottest In the City (2009.)
- Flamers 2.5: The Preview (2009.)
- Flamers 3: The Wait Is Over (2010.)
- Mr. Philadelphia (2010.)
- Dreamchasers (2011.)
- Dreamchasers 2 (2012.)
- Same Dream (2012.)

## Vanjske poveznice
- Službena stranica  Arhivirana inačica izvorne stranice od 24. lipnja 2012. (Wayback Machine)
- Meek Mill na Twitteru
- Meek Mill na MySpaceu